# Hodersen

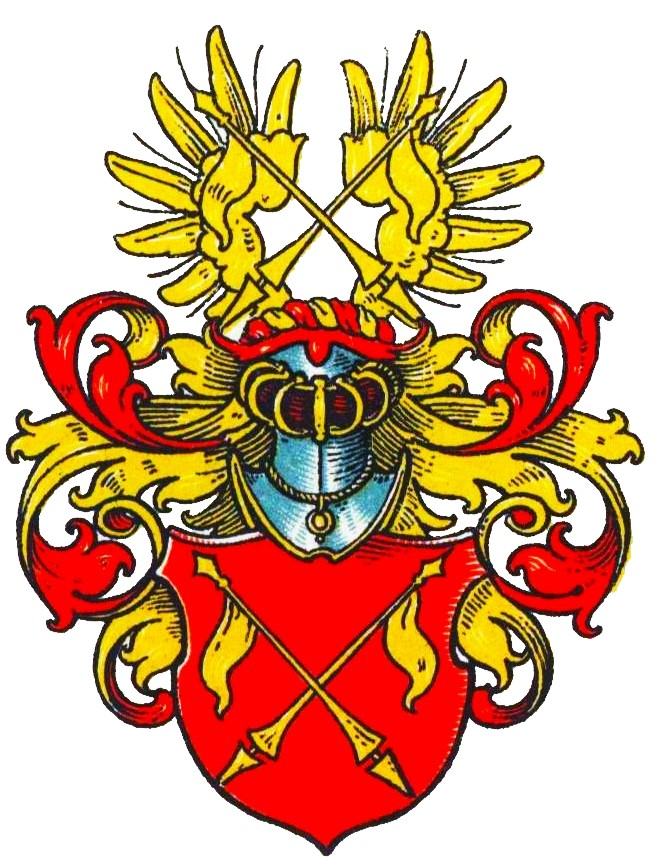
Wappen der Hodersen im Wappenbuch des Westfälischen Adels

Hodersen (auch Hoderson o. ä.) ist der Name eines erloschenen westfälischen Adelsgeschlechts.

## Geschichte
Das Geschlecht stammt aus Rietberg. Christoph Hodersen († 1638) wurde am 29. Juli 1625 mit dem Küchenschreiberamt zu Rietberg betraut. Am 17. Juni 1637 wurde er zum Rentmeister der Grafschaft Rietberg ernannt. 1635 ist er ferner als Bürgermeister der Stadt Rietberg nachgewiesen.
Sein Sohn Ernst Christoph Hodersen der Alte († 1688) wurde am 24. April 1654 zum Rietberger Ratsherrn gewählt und am 5. Januar 1662 zum Rentmeister ernannt. Er war mit Anna Dorothea Gerlaci († 1702) verheiratet. 1662 bekundete Ernst Christoph durch Gräfin Anna Catharina von Rietberg mit dem Gut Grevinkhof bei Werne belehnt worden zu sein. Die Eheleute hatten mehrere Kinder, darunter Ernst Christoph Hodersen der Junge († 1739), der 1702–1721 namens seiner Geschwister um ein Erbe ein Gerichtsverfahren führte.
Johannes Ferdinand Hodersen, Kanoniker in Meschede, machte 1722 sein Testament.
Erst 1821 wurde eine von der Familie Hodersen eingerichtete Armenstiftung mit der Armenanstalt zu Rietberg vereinigt.

## Wappen
Blasonierung: In Rot zwei gekreuzte goldene Turnierlanzen mit goldenen Wimpeln. Auf dem rot-golden bewulsteten Helm mit rot-goldenen Helmdecken die Turnierlanzen vor einem goldenen offenen Flug.
Das Wappen befand sind in der Kirche der Karthause bei Dülmen.